# Oostenrijk op de Olympische Zomerspelen 1960
Oostenrijk nam deel aan de Olympische Zomerspelen 1960 in Rome, Italië. Voor het eerst sinds 1948 werd weer een gouden medaille gewonnen.

## Medailleoverzicht
| Sport       | Olympiër                        | Discipline                  | Medaille |
| ----------- | ------------------------------- | --------------------------- | -------- |
| Schietsport | Max Raub                        | 300m geweer 3 houdingen (m) | Goud     |
| Roeien      | Alfred Sageder Josef Kloimstein | twee-zonder (m)             | Zilver   |

## Deelnemers en resultaten

### Atletiek
| Olympiër                                                                           | Discipline               | Resultaat | Prestatie |
| ---------------------------------------------------------------------------------- | ------------------------ | --------- | --- |
| Elmar Kunauer                                                                      | 100m (m)                 | 39e       | serie 7: 4de in 11,0 |
| Elmar Kunauer                                                                      | 200m (m)                 | 41e       | serie 5: 5de in 22,2 |
| Rudolf Klaban                                                                      | 800m (m)                 | 16e       | serie 8: 2de in 1.50,96 kwartfinale 4: 4de in 1.50,32 |
| Rudolf Klaban                                                                      | 1500m (m)                | 21e       | serie 1: 7de in 3.47,24 |
| Walter Steinbach                                                                   | 3000m steeplechase (m)   | DNS       | serie 2: niet gestart |
| Heimo Vertacnik Heinz-Georg Kamler Richard Schwarzgruber Elmar Kunauer Gert Nöster | 4x100m (m)               | DNS       | niet gestart |
| Dolfi Gruber                                                                       | marathon (m)             | 52e       | 2:37.40 |
| Helmuth Donner                                                                     | hoogspringen (m)         | 22e       | kwalificatie: 22ste met 1,95m |
| Günther Gratzer                                                                    | polsstokhoogspringen (m) | DNS       | kwalificatie: niet gestart |
| Herbert Egermann                                                                   | discuswerpen (m)         | DNS       | kwalificatie groep A: niet gestart |
| Heinrich Thun                                                                      | kogelslingeren (m)       | 9e        | kwalificatie: 6de met 62,73m finale: 9de met 63,53m |
| Hans Muchitsch                                                                     | tienkamp (m)             | 17e       | 100m: 17de in 11,66 verspringen: 4de met 7,14m kogelstoten: 27ste met 11,07m hoogspringen: 10de met 1,80m 400m: 16de in 51,3 110m horden: 14de in 15,99 discuswerpen: 25ste met 31,79m polsstokhoogspringen: 22ste met 3,40m speerwerpen: 23ste met 38,44m 1500m: 2de in 4.23,3 totaal: 5950 punten |
|                                                                                    |                          |           | |
| Ulla Flegel                                                                        | 100m (v)                 | DNS       | serie 1: niet gestart |
| Friedl Murauer                                                                     | 80m horden (v)           | 26e       | serie 4: 5de in 12,08 |
| Gertrude Fries                                                                     | verspringen (v)          | DNS       | kwalificatie: niet gestart |
| Dorli Hofrichter                                                                   | discuswerpen (v)         | 16e       | kwalificatie: 16de met 44,94m |
| Erika Strasser                                                                     | speerwerpen (v)          | 17e       | kwalificatie: 17de met 43,80m |

### Boksen
| Olympiër       | Discipline  | Resultaat | Prestatie                                                                          |
| -------------- | ----------- | --------- | ---------------------------------------------------------------------------------- |
| Peter Weiss    | -54kg (m)   | 9e        | 1ste ronde: vrij 2de ronde: W van INA Tiang: 5-0 3de ronde: V van ESP Carbajo: 1-3 |
| Josef Grumser  | -60kg (m)   | 17e       | 1ste ronde: vrij 2de ronde: V van RAU Shokweir: 0-5                                |
| Rupert König   | -63,5kg (m) | 17e       | 1ste ronde: vrij 2de ronde: V van TCH Němeček: 2-3                                 |
| Franz Koschina | -67kg (m)   | 17e       | 1ste ronde: vrij 2de ronde: V van SUI Meier: knock-out                             |
| Egon Rusch     | -75kg (m)   | 17e       | 1ste ronde: V van RSA van Rooyen: 0-5                                              |

### Gewichtheffen
| Olympiër          | Discipline  | Resultaat | Prestatie                                                                                 |
| ----------------- | ----------- | --------- | ----------------------------------------------------------------------------------------- |
| Hermann Dodojacek | -60kg (m)   | 16e       | drukken: 21ste met 87,5kg trekken: 15de met 92,5kg stoten: 17de met 115kg totaal: 295kg   |
| Walter Legel      | -60kg (m)   | 20e       | drukken: 24ste met 80kg trekken: 19de met 87,5kg stoten: 17de met 115kg totaal: 282,5kg   |
| Josef Tauchner    | -67,5kg (m) | 16e       | drukken: 21ste met 102,5kg trekken: 17de met 102,5kg stoten: 13de met 135kg totaal: 340kg |
| Kurt Herbst       | -90kg (m)   | 17e       | drukken: 18de met 117,5kg trekken: 16de met 115kg stoten: 16de met 135kg totaal: 377,5kg  |

### Kanovaren
| Olympiër                                                          | Discipline     | Resultaat | Prestatie                                                                           |
| ----------------------------------------------------------------- | -------------- | --------- | ----------------------------------------------------------------------------------- |
| Kurt Liebhart Herwig Dirnböck                                     | C-2 1000m (m)  | 9e        | serie 2: 3de in 4.42,43 finale: 9de in 4.43,70                                      |
| Herbert Wiedermann                                                | K-1 1000m (m)  | 17e       | serie 3: 6de in 4.15,71 herkansingen: 2de in 4.13,73 halve finale 3: 6de in 4.17,45 |
| Walter Buchgraber Hermann Salzner Karl Leitner Herbert Wiedermann | K-1 4x500m (m) | 16e       | serie 1: 3de in 8.20,16 herkansingen: 3de in 8.23,90                                |
| Helmut Holzschuster Franz Wolf                                    | K-2 1000m (m)  | 15e       | serie 3: 5de in 3.49,37 herkansingen: 3de in 3.53,48 halve finale 3: 5de in 3.54,46 |
|                                                                   |                |           |                                                                                     |
| Helga Wiedermann                                                  | K-1 500m (v)   | DNS       | serie 1: niet gestart                                                               |
| Helga Hellebrand-Wiedermann Lisa Schindler                        | K-2 500m (v)   | 9e        | serie 1: 5de in 2.06,30 herkansingen: 2de in 2.10,00 finale: 9de in 2.02,85         |

### Moderne vijfkamp
| Olympiër                                       | Discipline      | Resultaat | Prestatie |
| ---------------------------------------------- | --------------- | --------- | --- |
| Frank Battig                                   | individueel (m) | 39e       | paardensport: 40ste in 9.17,0 schermen: 19de met 32 overwinningen schietsport: 41ste met 179 punten zwemmen: 48ste in 5.00,0 atletiek: 42ste in 15.57,0 totaal: 3905 punten         |
| Udo Birnbaum                                   | individueel (m) | 37e       | paardensport: 30ste in 8.30,0 schermen: 12de met 34 overwinningen schietsport: 44ste met 177 punten zwemmen: 45ste in 4.54,0 atletiek: 41ste in 15.56,0 totaal: 4005 punten         |
| Peter Lichtner-Hoyer                           | individueel (m) | 25e       | paardensport: 11de in 8.19,0 schermen: 30ste met 28 overwinningen schietsport: 28ste met 185 punten zwemmen: 42ste in 4.50,3 atletiek: 25ste in 14.55,5 totaal: 4343 punten         |
| Frank Battig Udo Birnbaum Peter Lichtner-Hoyer | team (m)        | 12e       | paardensport: 7de met 3082 punten schermen: 7de met 2048 punten schietsport: 11de met 2120 punten zwemmen: 16de met 2180 punten atletiek: 13de met 2676 punten totaal: 12106 punten |

### Paardensport
| Olympiër       | Discipline     | Resultaat      | Prestatie                  |
| Springconcours | Springconcours | Springconcours | Springconcours             |
| -------------- | -------------- | -------------- | -------------------------- |
| Eduard Budil   | individueel    | DNF            | 1ste ronde: niet gefinisht |

### Roeien
| Olympiër                                                             | Discipline      | Resultaat | Prestatie |
| -------------------------------------------------------------------- | --------------- | --------- | --- |
| Horst Fink                                                           | skiff (m)       | 11e       | serie 3: 3de in 7.43,53 herkansingen: 3de in 7.47,09                                                         |
| Gottfried Dittrich Adolf Löblich                                     | dubbel-twee (m) | 16e       | serie 3: 3de in 7.18,13 herkansingen: 4de in 7.15,63                                                         |
| Josef Kloimstein Alfred Sageder                                      | twee-zonder (m) | Zilver    | serie 1: 2de in 7.06,95 herkansingen: 1ste in 7.20,48 halve finale 2: 1ste in 7.30,10 finale: 2de in 7.03,69 |
| Dieter Ebner Helmuth Kuttelwascher Horst Kuttelwascher Dieter Losert | vier-met (m)    | 8e        | serie 4: 2de in 6.42,33 herkansingen: 1ste in 6.41,09 halve finale 1: 4de in 7.06,85                         |

### Schermen
| Olympiër                                                                         | Discipline      | Resultaat | Prestatie |
| -------------------------------------------------------------------------------- | --------------- | --------- | --- |
| Helmuth Resch                                                                    | sabel (m)       | 27e       | 1ste ronde groep 10: 2de V van HUN Kárpáti: 3-5 W van POR Rodrigues: 5-1 W van AUS Hackshall: 5-0 V van BEL Van Der Auwera: 4-5 W van BEL Van Der Auwera: 5-3 W van POR Rodrigues: 5-1 2de ronde groep 3: 5de V van URS Rylsky V van POL Zabłocki: 2-5 V van GER Köstner: 0-5 V van BUL Dyakovski: 2-5 W van ROU Arus: 5-1 |
| Günther Ulrich                                                                   | sabel (m)       | 31e       | 1ste ronde groep 2: 3de V van ITA Calarese: 1-5 G van URS Asatiani W van AUS Sichel: 5-3 W van ESP Ordejón: 5-2 W van MAR Sebti: 5-1 2de ronde groep 1: 6de V van FRA Arabo: 0-5 V van HUN Horváth: 1-5 V van USA Dasaro: 1-5 V van ROU Rohony: 4-5 V van URU Paladino: 4-5 |
| Josef Wanetschek                                                                 | sabel (m)       | 36e       | 1ste ronde groep 4: 3de V van POL Pawłowski: 3-5 V van BEL Van Baelen: 4-5 W van ESP de Diego: 5-1 W van VEN García: 5-1 V van MEX Ramos: 3-5 W van ESP de Diego: 5-3 W van MEX Ramos: 5-3 2de ronde groep 6: 6de V van POL Zub: 3-5 V van URS Tyshler: 3-5 V van USA Kwartler: 4-5 V van BEL Van Der Auwera: 3-5 W van ITA Chicca: 5-3 |
| Helmuth Resch Paul Kerb Hans Hocke Günther Ulrich Josef Wanetschek Hubert Loisel | sabel team (m)  | 9e        | 1ste ronde groep 2: 2de V van Polen: 3-9 W van Japan: 11-5 2de ronde: V van Verenigde Staten: 5-9 |
|                                                                                  |                 |           | |
| Traudl Ebert                                                                     | floret (v)      | 27e       | 1ste ronde groep 3: 1ste G van ITA Colombetti-Peroncini W van SWE Lagerwall: 4-2 W van GER Weiß: 4-1 W van BEL Wallet: 5-3 W van VEN Santini: 4-1 W van AUS Winter: 5-1 2de ronde groep 4: 3de V van HUN Nyári-Kovács: 0-4 V van GER Schmid: 1-4 W van URS Zabelina: 4-3 W van ITA Camber-Corno: 4-3 W van FRA Veronnet: 4-0 V van SWE Lagerwall: 2-4 halve finale 2: 3de V van MEX Roldán: 2-4 W van URS Gorokhova: 4-3 W van FRA Delbarre: 4-3 W van HUN Rejtő: 4-0 V van ROU Vicol: 3-4 finale: 8ste V van GER Schmid: 0-4 V van URS Rastvorova: 0-4 V van ROU Vicol: 3-4 V van URS Gorokhova: 2-4 V van ROU Orban-Szabo: 2-4 V van MEX Roldán: 3-4 W van POL Pawlas: 4-3 |
| Helga Gnauer                                                                     | floret (v)      | 41e       | 1ste ronde groep 4: 5de V van POL Pawlas: 3-4 V van ITA Camber-Corno: 1-4 V van FRA Le Roux: 2-4 W van GBR Stafford: 4-2 W van VEN Sander: 4-3 |
| Maria Grötzer                                                                    | floret (v)      | 18e       | 1ste ronde groep 2: 4de V van POL Julita: 1-4 V van HUN Dömölky-Sákovics: 3-4 W van USA Romary: 4-2 W van FIN Moulin: 4-3 W van VEN Leal: 4-3 W van USA Romary: 4-1 2de ronde groep 2: 5de V van ROU Szabo: 3-4 V van MEX Roldán: 0-4 V van GER Mees: 2-4 W van URS Gorokhova: 4-3 W van ITA Colombetti-Peroncini: 4-3 W van FRA Le Roux: 4-3 V van URS Gorokhova: 2-5 G van GER Mees |
| Helga Gnauer Traudl Ebert Waltraut Peck Maria Grötzer Dieta Kastner              | floret team (v) | 9e        | 1ste ronde groep 3: 3de V van Duitsland: 6-10 V van Nederland: 6-10 |

### Schietsport
| Olympiër             | Discipline                  | Resultaat | Prestatie                                                                                                |
| -------------------- | --------------------------- | --------- | --- |
| Josef Fröwis         | 50m geweer 3 houdingen (m)  | 9e        | kwalificatie groep 1: 12de met 551 punten (193-182-176) finale: 9de met 1134 punten (389-381-364)        |
| Hubert Hammerer      | 50m geweer 3 houdingen (m)  | 11e       | kwalificatie groep 2: 3de met 562 punten (195-189-178) finale: 11de met 1132 punten (391-382-359)        |
| Josef Fröwis         | 50m geweer liggend (m)      | 57e       | kwalificatie groep 1: 31ste met 378 punten (93-95-95-95)                                                 |
| Wilhelm Sachsenmaier | 50m geweer liggend (m)      | 42e       | kwalificatie groep 2: 19de met 382 punten (95-97-96-94) finale: 42ste met 572 punten (95-96-97-96-94-94) |
| Hubert Hammerer      | 300m geweer 3 houdingen (m) | Goud      | kwalificatie groep 1: 2de met 567 punten (196-184-187) finale: 1ste met 1129 punten (390-379-360)        |
| Wilhelm Sachsenmaier | 300m geweer 3 houdingen (m) | 11e       | kwalificatie groep 2: 6de met 561 punten (195-187-179) finale: 16de met 1098 punten (388-363-347)        |
| Franz Sarnitz        | trap (m)                    | 28e       | 172 punten                                                                                               |
| Laszlo Szapáry       | trap (m)                    | 10e       | 182 punten                                                                                               |

### Schoonspringen
| Olympiër      | Discipline    | Resultaat | Prestatie                                                            |
| ------------- | ------------- | --------- | -------------------------------------------------------------------- |
| Peter Huber   | 3m plank (m)  | 19e       | voorronde: 19de met 50,46 punten                                     |
| Kurt Mrkwicka | 3m plank (m)  | 15e       | voorronde: 11de met 53,12 punten halve finale: 15de met 90,73 punten |
| Kurt Mrkwicka | 10m toren (m) | 9e        | voorronde: 3de met 55,13 punten halve finale: 9de met 91,37 punten   |

### Turnen
| Olympiër                                                                                          | Discipline               | Resultaat | Prestatie                              |
| ------------------------------------------------------------------------------------------------- | ------------------------ | --------- | -------------------------------------- |
| Anton Hertl                                                                                       | brug (m)                 | 113e      | kwalificatie: 113de met 15,50 punten   |
| Gerhard Huber                                                                                     | brug (m)                 | 107e      | kwalificatie: 107de met 16,10 punten   |
| Willi Kafel                                                                                       | brug (m)                 | 120e      | kwalificatie: 120ste met 14,45 punten  |
| Hermann Klien                                                                                     | brug (m)                 | 74e       | kwalificatie: 74ste met 17,85 punten   |
| Johann König                                                                                      | brug (m)                 | 99e       | kwalificatie: 99ste met 17,05 punten   |
| Hans Sauter                                                                                       | brug (m)                 | 83e       | kwalificatie: 83ste met 17,65 punten   |
| Anton Hertl                                                                                       | paard voltige (m)        | 128e      | kwalificatie: 128ste met 6,70 punten   |
| Gerhard Huber                                                                                     | paard voltige (m)        | 100e      | kwalificatie: 100ste met 16,35 punten  |
| Willi Kafel                                                                                       | paard voltige (m)        | 92e       | kwalificatie: 92ste met 16,75 punten   |
| Hermann Klien                                                                                     | paard voltige (m)        | 78e       | kwalificatie: 78ste met 17,60 punten   |
| Johann König                                                                                      | paard voltige (m)        | 83e       | kwalificatie: 83ste met 17,30 punten   |
| Hans Sauter                                                                                       | paard voltige (m)        | 65e       | kwalificatie: 65ste met 17,90 punten   |
| Anton Hertl                                                                                       | rekstok (m)              | 101e      | kwalificatie: 101ste met 16,75 punten  |
| Gerhard Huber                                                                                     | rekstok (m)              | 110e      | kwalificatie: 110de met 15,65 punten   |
| Willi Kafel                                                                                       | rekstok (m)              | 93e       | kwalificatie: 93ste met 17,40 punten   |
| Hermann Klien                                                                                     | rekstok (m)              | 90e       | kwalificatie: 90ste met 17,50 punten   |
| Johann König                                                                                      | rekstok (m)              | 56e       | kwalificatie: 56ste met 18,25 punten   |
| Hans Sauter                                                                                       | rekstok (m)              | 72e       | kwalificatie: 72ste met 17,95 punten   |
| Anton Hertl                                                                                       | ringen (m)               | 128e      | kwalificatie: 128ste met 7,50 punten   |
| Gerhard Huber                                                                                     | ringen (m)               | 101e      | kwalificatie: 101ste met 17,15 punten  |
| Willi Kafel                                                                                       | ringen (m)               | 111e      | kwalificatie: 111de met 16,70 punten   |
| Hermann Klien                                                                                     | ringen (m)               | 107e      | kwalificatie: 107de met 16,80 punten   |
| Johann König                                                                                      | ringen (m)               | 100e      | kwalificatie: 100ste met 17,20 punten  |
| Hans Sauter                                                                                       | ringen (m)               | 79e       | kwalificatie: 79ste met 17,90 punten   |
| Anton Hertl                                                                                       | sprong (m)               | 128e      | kwalificatie: 113de met 16,50 punten   |
| Gerhard Huber                                                                                     | sprong (m)               | 101e      | kwalificatie: 102de met 17,10 punten   |
| Willi Kafel                                                                                       | sprong (m)               | 69e       | kwalificatie: 69ste met 17,75 punten   |
| Hermann Klien                                                                                     | sprong (m)               | 106e      | kwalificatie: 106de met 16,90 punten   |
| Johann König                                                                                      | sprong (m)               | 93e       | kwalificatie: 93ste met 17,45 punten   |
| Hans Sauter                                                                                       | sprong (m)               | 73e       | kwalificatie: 73ste met 17,70 punten   |
| Anton Hertl                                                                                       | vloer (m)                | 99e       | kwalificatie: 99ste met 17,00 punten   |
| Gerhard Huber                                                                                     | vloer (m)                | 101e      | kwalificatie: 116de met 16,30 punten   |
| Willi Kafel                                                                                       | vloer (m)                | 86e       | kwalificatie: 86ste met 17,55 punten   |
| Hermann Klien                                                                                     | vloer (m)                | 102e      | kwalificatie: 102de met 16,85 punten   |
| Johann König                                                                                      | vloer (m)                | 98e       | kwalificatie: 98ste met 17,10 punten   |
| Hans Sauter                                                                                       | vloer (m)                | 99e       | kwalificatie: 99ste met 17,00 punten   |
| Anton Hertl                                                                                       | individuele meerkamp (m) | 122e      | 79,95 punten                           |
| Gerhard Huber                                                                                     | individuele meerkamp (m) | 111e      | 98,65 punten                           |
| Willi Kafel                                                                                       | individuele meerkamp (m) | 104e      | 100,60 punten                          |
| Hermann Klien                                                                                     | individuele meerkamp (m) | 94e       | 103,50 punten                          |
| Johann König                                                                                      | individuele meerkamp (m) | 90e       | 104,35 punten                          |
| Hans Sauter                                                                                       | individuele meerkamp (m) | 79e       | 106,10 punten                          |
| Hans Sauter Johann König Hermann Klien Willi Kafel Gerhard Huber Anton Hertl                      | meerkamp team (m)        | 16e       | 517,25 punten                          |
|                                                                                                   |                          |           |                                        |
| Waltraud Benesch                                                                                  | balk (v)                 | 79e       | kwalificatie: 79ste met 16,866 punten  |
| Erika Bogovic                                                                                     | balk (v)                 | 89e       | kwalificatie: 89ste met 16,033 punten  |
| Anni Cermak                                                                                       | balk (v)                 | 112e      | kwalificatie: 112ste met 14,516 punten |
| Elfriede Hirnschall                                                                               | balk (v)                 | 55e       | kwalificatie: 55ste met 17,466 punten  |
| Henriette Parzer                                                                                  | balk (v)                 | 97e       | kwalificatie: 97ste met 15,399 punten  |
| Hildegard Reitter                                                                                 | balk (v)                 | 123e      | kwalificatie: 123ste met 7,800 punten  |
| Waltraud Benesch                                                                                  | brug (v)                 | 74e       | kwalificatie: 74ste met 17,500 punten  |
| Erika Bogovic                                                                                     | brug (v)                 | 89e       | kwalificatie: 98ste met 16,466 punten  |
| Anni Cermak                                                                                       | brug (v)                 | 112e      | kwalificatie: 100ste met 16,366 punten |
| Elfriede Hirnschall                                                                               | brug (v)                 | 97e       | kwalificatie: 97ste met 16,532 punten  |
| Henriette Parzer                                                                                  | brug (v)                 | 91e       | kwalificatie: 91ste met 16,966 punten  |
| Hildegard Reitter                                                                                 | brug (v)                 | 123e      | kwalificatie: 124ste met 8,100 punten  |
| Waltraud Benesch                                                                                  | sprong (v)               | 89e       | kwalificatie: 89ste met 16,366 punten  |
| Erika Bogovic                                                                                     | sprong (v)               | 110e      | kwalificatie: 110de met 14,766 punten  |
| Anni Cermak                                                                                       | sprong (v)               | 94e       | kwalificatie: 94ste met 16,066 punten  |
| Elfriede Hirnschall                                                                               | sprong (v)               | 118e      | kwalificatie: 118de met 14,200 punten  |
| Henriette Parzer                                                                                  | sprong (v)               | 97e       | kwalificatie: 65ste met 17,266 punten  |
| Hildegard Reitter                                                                                 | sprong (v)               | 123e      | kwalificatie: 123ste met 7,000 punten  |
| Waltraud Benesch                                                                                  | vloer (v)                | 95e       | kwalificatie: 95ste met 16,766 punten  |
| Erika Bogovic                                                                                     | vloer (v)                | 111e      | kwalificatie: 111de met 15,399 punten  |
| Anni Cermak                                                                                       | vloer (v)                | 108e      | kwalificatie: 108ste met 15,533 punten |
| Elfriede Hirnschall                                                                               | vloer (v)                | 80e       | kwalificatie: 80ste met 17,733 punten  |
| Henriette Parzer                                                                                  | vloer (v)                | 94e       | kwalificatie: 94ste met 16,899 punten  |
| Hildegard Reitter                                                                                 | vloer (v)                | 124e      | kwalificatie: 124ste met 7,900 punten  |
| Waltraud Benesch                                                                                  | individuele meerkamp (v) | 83e       | 67,498 punten                          |
| Erika Bogovic                                                                                     | individuele meerkamp (v) | 101e      | 62,664 punten                          |
| Anni Cermak                                                                                       | individuele meerkamp (v) | 102e      | 62,481 punten                          |
| Elfriede Hirnschall                                                                               | individuele meerkamp (v) | 94e       | 65,931 punten                          |
| Henriette Parzer                                                                                  | individuele meerkamp (v) | 91e       | 66,530 punten                          |
| Hildegard Reitter                                                                                 | individuele meerkamp (v) | 124e      | 30,800 punten                          |
| Waltraud Benesch Henriette Parzer Elfriede Hirnschall Erika Bogovic Anni Cermak Hildegard Reitter | meerkamp team (v)        | 15e       | 326,038 punten                         |

### Wielersport
| Olympiër                                                | Discipline               | Resultaat | Prestatie                     |
| Baan                                                    | Baan                     | Baan      | Baan                          |
| ------------------------------------------------------- | ------------------------ | --------- | ----------------------------- |
| Günther Kriz                                            | tijdrit (m)              | 20e       | 1.12,58                       |
| Günther Kriz Peter Deimböck Kurt Garschal Kurt Schein   | ploegenachtervolging (m) | 12e       | kwalificatie: 12de in 4.47,70 |
| Weg                                                     |                          |           |                               |
| Fritz Inthaler                                          | wegwedstrijd (m)         | 70e       | 4:31.23                       |
| Kurt Postl                                              | wegwedstrijd (m)         | 42e       | 4:21.58                       |
| Arnold Ruiner                                           | wegwedstrijd (m)         | 35e       | 4:20.57                       |
| Kurt Schweiger                                          | wegwedstrijd (m)         | DNF       | niet gefinisht                |
| Peter Deimböck Fritz Inthaler Kurt Postl Kurt Schweiger | ploegentijdrit (m)       | 13e       | 2:24.33,92                    |

### Worstelen
| Olympiër              | Discipline  | Resultaat   | Prestatie |
| Vrije stijl           | Vrije stijl | Vrije stijl | Vrije stijl |
| --------------------- | ----------- | ----------- | --- |
| Hans Marte            | -62kg (m)   | 16e         | 1ste ronde: W van AUS Parker: beslissing 2de ronde: V van TUR Dağıstanlı 3de ronde: V van BEL Mewis                                                                     |
| Franz Berger          | -73kg (m)   | 19e         | 1ste ronde: V van RSA de Villiers: beslissing 2de ronde: V van JPN Kaneko                                                                                               |
| Grieks-Romeins        |             |             | |
| Werner Hartmann       | -52kg (m)   | 17e         | 1ste ronde: V van SUI Burkhard 2de ronde: V van SWE Frännfors |
| Franz Brunner         | -57kg (m)   | 13e         | 1ste ronde: W van GRE Theodoropoulos: beslissing 2de ronde: V van SWE Vesterby: beslissing 3de ronde: V van TCH Švec: beslissing                                        |
| Hans Marte            | -62kg (m)   | 11e         | 1ste ronde: G van URS Vyrupayev 2de ronde: V van ITA Trippa: beslissing 3de ronde: W van FRA Mannhard: beslissing                                                       |
| Bartl Brötzner        | -67kg (m)   | 11e         | 1ste ronde: W van NED Piek: beslissing 2de ronde: G van TUR Güngör 3de ronde: G van NOR Skauen 4de ronde: V van YUG Martinović: beslissing                              |
| Franz Berger          | -73kg (m)   | 12e         | 1ste ronde: W van ARG Rolón: beslissing 2de ronde: V van TUR Bayrak 3de ronde: W van RAU Ali: beslissing                                                                |
| Helmut Längle         | -79kg (m)   | 21e         | 1ste ronde: V van LIB Romanos 2de ronde: V van USA Camilleri |
| Eugen Wiesberger, Jr. | -87kg (m)   | 8e          | 1ste ronde: W van FRA Jacquel: beslissing 2de ronde: W van JPN Ishikura: beslissing 3de ronde: V van ROU Popovici: beslissing 4de ronde: V van BUL Bimbalov: beslissing |

### Zeilen
| Olympiër                                   | Discipline      | Resultaat | Prestatie                           |
| ------------------------------------------ | --------------- | --------- | ----------------------------------- |
| Hans-Peter Fürst                           | finn            | 17e       | 3413 punten: (19-12-13-4-11-22-28)  |
| Carl Auteried Harald Fereberger            | flying dutchman | 17e       | 2981 punten: (13-24-8-17-11-DNF-8)  |
| Harald Musil Franz Eisl                    | star            | 15e       | 2240 punten: (14-10-15-9-20-DNF-19) |
| Gotfrid Köchert Erich Moritz Gerhard Huska | 5,5m R-klasse   | 17e       | 1664 punten: (8-11-16-14-19-DNF-11) |

### Zwemmen
| Olympiër            | Discipline           | Resultaat | Prestatie                  |
| ------------------- | -------------------- | --------- | -------------------------- |
| Gert Kölli          | 100m vrije slag (m)  | 25e       | serie 1: 4de in 58,3       |
| Helmut Ilk          | 400m vrije slag (m)  | 35e       | serie 1: 5de in 4.58,1     |
| Friedrich Suda      | 100m rugslag (m)     | 23e       | serie 2: 5de in 1.06,0     |
| Gerald Brauner      | 200m schoolslag (m)  | DSQ       | serie 1: gediskwalificeerd |
|                     |                      |           |                            |
| Nora Novotny        | 100m vrije slag (v)  | 21e       | serie 2: 5de in 1.07,4     |
| Sigrid Müller       | 400m vrije slag (v)  | 20e       | serie 2: 7de in 5.25,1     |
| Lore Trittner       | 100m rugslag (v)     | 28e       | serie 4: 7de in 1.20,8     |
| Christl Filippovits | 200m schoolslag (v)  | 20e       | serie 2: 5de in 3.02,6     |
| Christl Wöber       | 200m schoolslag (v)  | 25e       | serie 1: 7de in 3.09,3     |
| Hannelore Janele    | 100m vlinderslag (v) | 20e       | serie 1: 6de in 1.18,4     |

Afghanistan · Argentinië · Australië · Bahama's · België · Bermuda · Birma · Brazilië · Brits-Guiana · Bulgarije · Canada · Ceylon · Chili · Colombia · Cuba · Denemarken · Duits eenheidsteam · Ethiopië · Fiji · Filipijnen · Finland · Frankrijk · Ghana · Griekenland · Groot-Brittannië · Haïti · Hongarije · Hongkong · Ierland · IJsland · India · Indonesië · Irak · Iran · Israël · Italië · Japan · Joegoslavië · Kenia · Libanon · Liberia · Liechtenstein · Luxemburg · Malakka · Malta · Marokko · Mexico · Monaco · Nederland · Nederlandse Antillen · Nieuw-Zeeland · Nigeria · Noorwegen · Oeganda · Oostenrijk · Pakistan · Panama · Peru · Polen · Portugal · Puerto Rico · Roemenië · San Marino · Singapore · Soedan · Sovjet-Unie · Spanje · Suriname · Taiwan · Thailand · Tsjecho-Slowakije · Tunesië · Turkije · Uruguay · Venezuela · Verenigde Arabische Republiek · Verenigde Staten · Vietnam · West-Indische Federatie · Zuid-Afrika · Zuid-Korea · Zuid-Rhodesië · Zweden · Zwitserland